# Zilvermosschijfje
Het zilvermosschijfje (Octospora leucoloma) is een kleine oranje paddenstoel uit de familie Pyronemataceae. Het infecteert de rizoïden  van zilvermos (Bryum argenteum) dat op humusarm zandgrond groeit.

## Kenmerken
De apothecia (vruchtlichamen) hebben een diameter van 1 tot 3 mm, hebben een licht behaarde en vliezige rand. Het hymenium is oranje.
De asci zijn cilindrisch, 8-sporig en meten (200-) 250-280 × 17-20 (-30) µm. De ascosporen zijn glad, hyalien, elliptisch of enigszins eivormig-spoelvormig, meer puntig aan één uiteinde, met enkele guttules (korrels) en meten 18-20-22(-25) × 10-12 (-15) µm. Parafysen zijn enkelvoudig of gesepteerd, recht of licht gebogen, sleutelvormig, bovenaan iets verdikt en meten 5-7 µm.

## Verspreiding
Het zilvermosschijfje komt voor in Noord-Amerika en veel Europese landen, waaronder Frankrijk, Hongarije, Spanje. In Nederland komt het matig algemeen voor. Het staat niet op de rode lijst en is niet bedreigd.